# Daniel Blaufuks
Daniel Blaufuks (Lisboa, 1963) é um fotógrafo e cineasta português. 

## Biografia
Blaufuks nasceu em Lisboa, neto de judeus asquenazes polacos e alemães que se mudaram para Portugal no final dos anos 30. Blaufuks mudou-se para a Alemanha em 1976 e regressou a Portugal em 1983. Trabalhou vários anos na área das importações, que foi o seu emprego regular. Blaufuks queria ser escritor desde muito novo, embora lhe faltasse confiança para escrever.
Estudou fotografia e começou a sua carreira como freelancer na revista de música Blitz, passando depois pelo jornal O Independente e, mais tarde, pela revista feminina Marie Claire, entre outros. Em 1989 ganhou o Prémio Aip/Kodak, e em 1996 esteve entre os oito finalistas do European Photography Award.
Em 1991, publicou, com o escritor inglês Paul Bowles, My Tangier, e em 1994, em nome próprio, The London Diaries, seguido de Ein Tag in Mostar (1995) e de Uma Viagem a S. Petersburgo (1998). Blaufuks viveu em Inglaterra, nos Estados Unidos e viajou pela Europa, Índia, Rússia, África e América do Sul.
Para além de produzir vários exposições, Daniel Blaufuks realizou vários filmes e vídeos: Life is not a picnic (1998, um filme sem história), Black and White (2000, a história de uma rapariga que se torna cega de cores), Under Strange Skies (2002, um documentário sobre refugiados judeus em Lisboa durante e depois da II Guerra Mundial), Reversed Landscapes (2002, sobre arquitectura portuguesa), e Slightly Smaller than Indiana (2006, documentário sobre Portugal contemporâneo)
Os nomes das personagens do livro Matteo perdeu o emprego, de Gonçalo M. Tavares, foram retirados de um trabalho de Blaufuks.

## Filmografia
- Sob Céus Estranhos (2012)